# Signe de piste
Cet article concerne le symbole. Pour la collection de romans pour la jeunesse, voir Signe de piste (collection).
Un signe de piste est un symbole pictographique conventionnel destiné à marquer un itinéraire afin que d'autres puissent le suivre. Ils forment conjointement un dispositif complexe dont l'objectif est la signalisation temporaire ou réversible d'itinéraires dans le cadre de :
- un déplacement  militaire (jusqu'au XIXe siècle), touristique ou professionnel.

- un jeu destiné à un groupe d'enfants ou, plus récemment, d'adultes. Les signes peuvent alors être dissimulés ou camouflés.

Les signes de piste sont habituellement tracés avec des objets de la nature ou avec de la craie (marqueur temporaire). Dans Les signes de pistes sont également un sous-ensemble des techniques de signalisation des sentiers de randonnée, ne comportant pas de marquage fixé (puisque non temporaire), mais ils peuvent aussi être considérés comme distincts de la signalisation des chemins pédestres. Les signes de piste étant alors considérés réalisés pour des dispositifs, temporaires, les signalisations de chemins pédestres considérées réalisées pour des dispositifs permanents. Si le chemin ou le sentier sont des voies de communication, la piste n'est alors plus que l'ensemble d'indications, d'indices, de signes, qui constitue par eux-mêmes des lignes de directions, des zonages, un guide pour le déplacement des personnes en l'absence de tout itinéraire aménagé.
Si les signes de pistes sont principalement un ensemble de symboles pictographiques, il convient cependant de rappeler l'ensemble plus vaste des signes et les catégories de signes.
Parmi les signes de pistes il convient de distinguer le marquage, des symboles réalisés avec des éléments naturels (tel que les cairns). Le marquage permet une sémantique plus diversifiée et plus précise que les symboles. En outre les symboles naturels présentent un risque plus important d'être non distingués dans le paysage ou d'être confondus avec des éléments naturels non destinés à la signalisation.
| Les méthodes                                                              | | Signes de piste          | Signalisation des chemins pédestres et des sentiers de randonnée |
| ------------------------------------------------------------------------- | --- | ------------------------ | ---------------------------------------------------------------- |
| Jalonnement provisoire naturel                                            | |                          |                                                                  |
| Les Cairns (ou montjoie)                                                  | Monticule de pierres pour marquer un endroit. À cause de la simplicité du concept, les cairns sont présents partout dans le monde. Ils remplissent plusieurs fonctions : - baliser un sentier, - repérer un point particulier comme le sommet d’une montagne.                                                                                        | oui                      | oui                                                              |
| Les herbes nouées                                                         | |                          |                                                                  |
| Jalonnement provisoire artificiel                                         | |                          |                                                                  |
| les rubans et drapeaux                                                    | Petits bouts de laines, de tissus ou drapeaux que l'on dispose à intervalle régulier. Ils remplissent plusieurs fonctions : - baliser un sentier - permettre de repérer un chemin non officiel. | non, rare                | oui                                                              |
| Les fiches de bois ou de métal                                            | Pieux de bois, tiges ou poteau de fer que l'on enfonce dans le sol. Ils remplissent plusieurs fonctions : - baliser un sentier, - servir de support pour un marquage. Ils sont très utiles aux carrefours notamment. Elles offrent l'avantage de pouvoir être tout à la fois provisoires et résistantes.                                             | oui, pour le balisage.   | oui, pour le support de marquage.                                |
| Les marqueurs affixes                                                     | | non                      | oui                                                              |
| Jalonnement permanent                                                     | |                          |                                                                  |
| Les entailles                                                             | |                          |                                                                  |
| Marquage temporaire et/ou réversible                                      | |                          |                                                                  |
| Les configurations de pierres ou de bois                                  | Configurations de pierres ou de bois que l'on peut et doit distinguer des Cairns (ou montjoie). Ceux-ci étant des monticules, celles-là plutôt des alignements. Elles remplissent plusieurs fonctions : - utilisées comme symbole de direction, - repérer un point particulier comme le sommet d’une montagne.                                       | oui                      |                                                                  |
| Les branches naturelles plantées ou coupées                               | |                          |                                                                  |
| Les fiches de bois ou de métal                                            | Pieux de bois, tiges ou poteau de fer que l'on enfonce dans le sol. Ils remplissent plusieurs fonctions : - utilisés comme symbole de direction, - servir de support pour un marquage, Ils sont très utiles aux carrefours notamment, - délimiter une zone ou un camp.                                                                               | oui, fonction symbolique | oui, pour le support de marquage.                                |
| les signes à la craie ou à l'aide de configurations de pierres ou de bois | Sous ensemble particulièrement distinctif des signes de pistes, bien que l'appartenance commune à la signalisation des chemins puisse se discuter. Tracés à la craie en ville, ils sont plus souvent confectionnés à l'aide d'éléments naturels en dehors de celle-ci, lorsqu'ils ne peuvent pas être tracés dans des sols meubles (sable ou terre). | oui                      | rare, mais possible                                              |
| Les marqueurs affixes                                                     | | non                      | oui                                                              |
| Marquage permanent ou semi permanent                                      | |                          |                                                                  |
| La peinture                                                               | |                          |                                                                  |
| Les entailles                                                             | |                          |                                                                  |

Pour la bonne fin opérationnelle des signes de pistes il convient de respecter deux principes :
- les signes de pistes devront être placés tant que faire se peut à intervalles réguliers afin que les pisteurs s'attendent à parcourir environ la même distance avant de tomber sur le prochain signe.
- des signes de pistes devront toujours être placés à chaque croisement.

L'objectif de cette signalisation est de :
- permettre au voyageur de mieux s'orienter et de suivre des itinéraires particuliers, lui évitant ainsi de se perdre ou d'emprunter des itinéraires dangereux. Il s'agit du jalonnement.
- indiquer les zones de danger,
- indiquer les sources en eau,
- indiquer les lieux de campement disponibles ou préétablis.
- donner des directives.

Principalement utilisés dans le cadre du scoutisme, les signes de piste peuvent être tracés au sol à la craie ou bien être réalisés à partir d'éléments de l'environnement (branche d'arbre, herbe, caillou, etc.). Les signes de piste sont utilisés principalement pour l'organisation de jeux de piste. 

## Principaux signes de piste
| Signe de piste | Signification |
| -------------- | --- |
|                | Direction à suivre Se place généralement aux carrefours lors de changements de route. |
|                | Fausse piste Indique une mauvaise direction. Se place généralement à l'entrée des chemins croisés. |
|                | Obstacle à franchir Indique que la piste passe par un obstacle (rivière, tronc d'arbre, éboulis, etc.) qu'il est nécessaire de franchir.                                                                                         |
|                | Message à 3 pas Indique la présence d'un message caché à trois pas dans la direction de la flèche. |
|                | Fin de piste Indique la fin du balisage de l'itinéraire. Peut également signifier « retour au point de départ ». Note : Ce signe de piste figure sur la tombe de Baden-Powell, indiquant la fin de son « itinéraire sur terre ». |
|                | Campement dans cette direction Indique la direction du campement. |
|                | Danger Indique un danger sur le chemin, ou à proximité. |
|                | Eau non potable Indique un point d'eau non potable. |
|                | Eau potable Indique un point d'eau potable. |